# ニッポン放送開局60周年記念番組「われらラジオ世代」
『ニッポン放送開局60周年記念番組「われらラジオ世代」』（にっぽんほうそうかいきょく60しゅうねんきねんばんぐみ「われららじおせだい」）は、ニッポン放送にて2013年10月23日から25日まで3夜連続で、21:00 - 21:50（JST）に放送されたラジオ特別番組。メインパーソナリティはタモリ。

## 概要
『タモリのオールナイトニッポン』『だんとつタモリ おもしろ大放送!』『タモリの週刊ダイナマイク』『ブリタモリ大百科事典』などのラジオ番組で一世風靡を生み出したタモリが、「ニッポン放送開局60周年記念番組」で5年ぶりにラジオパーソナリティとして復活。
2013年のニッポン放送のラジオ番組を代表するメインパーソナリティを日替わりでゲストに迎え、当番組のメインパーソナリティのタモリとラジオトークを展開する特別番組。
約5年間のブランクを経たタモリが、2013年のニッポン放送のラジオ番組を代表するパーソナリティと「ラジオのあり方について」や「ラジオ失敗談」のコーナーで語る。
2014年4月21日 18:00 - 21:50に、3回分の再放送に未公開音源や別途収録した笑福亭鶴瓶、久保ミツロウ・能町みね子がタモリや先日終了したバラエティ番組『笑っていいとも!』について語ったインタビューなどを加えた“秘蔵版”を生放送（生放送部分にタモリは出演せず、上柳昌彦アナウンサーのみ出演）した。

## 出演者

### メインパーソナリティ
- タモリ

### ゲスト
10月23日放送分
- 久保ミツロウ（『久保ミツロウ・能町みね子のオールナイトニッポン』パーソナリティ）
- 能町みね子（『久保ミツロウ・能町みね子のオールナイトニッポン』パーソナリティ）

『久保ミツロウ・能町みね子のオールナイトニッポン』のコーナー「ブスは性格がいい」傑作選を行った。
10月24日放送分
- 笑福亭鶴瓶（『笑福亭鶴瓶 日曜日のそれ』パーソナリティ）

10月25日放送分
- ももいろクローバーZ（『ももいろクローバーZ ももクロくらぶxoxo』パーソナリティ）

### 秘蔵版ナビゲーター
- 上柳昌彦（当時：ニッポン放送アナウンサー）

## 関連番組
- タモリのオールナイトニッポン
- 俺たちのオールナイトニッポン40時間スペシャル（2008年2月24日）
- タモリの週刊ダイナマイク
- ダントツタモリのおもしろ大放送
- ブリタモリ大百科事典
- 日本石油 タモリの美女対談
- グーテンタモリ（1991年ごろに放送）[1]
- 上柳昌彦 ごごばん!（当番組放送と同時期の2013年10月下旬に事前録音出演）[2]
- ニッポン放送開局60周年記念 ラジオで聴いた『忘れられぬミュージック』（ニッポン放送開局60周年記念日に放送の大型特別番組、事前録音出演）